# Ulvramen
Ulvramen är en sjö i Surahammars kommun i Västmanland och ingår i Norrströms huvudavrinningsområde. Sjön är 1,2 meter djup, har en yta på 0,529 kvadratkilometer och befinner sig 96 meter över havet. Sjön avvattnas av vattendraget Nybrobäcken.
Sjön ingår i naturreservatet Ulvsbomuren.

## Delavrinningsområde
Ulvramen ingår i det delavrinningsområde (662444-151928) som SMHI kallar för Mynnar i Kolbäcksåns vattendragsyta. Medelhöjden är 98 meter över havet och ytan är 56,87 kvadratkilometer. Det finns inga avrinningsområden uppströms utan avrinningsområdet är högsta punkten. Nybrobäcken som avvattnar avrinningsområdet har biflödesordning 4, vilket innebär att vattnet flödar genom totalt 4 vattendrag innan det når havet efter 165 kilometer. Avrinningsområdet består mestadels av skog (79 procent) och sankmarker (11 procent). Avrinningsområdet har 1,52 kvadratkilometer vattenytor vilket ger det en sjöprocent på 2,7 procent.